# Gustav II Adolf của Thụy Điển
Gustav II Adolf của Thụy Điển (9 tháng 12jul (19 tháng 12greg) năm 1594 – 6 tháng 11jul (16 tháng 11greg) năm 1632), còn được biết với cái tên tiếng La Tinh là Gustavus Adolphus (còn viết là Gustave II Adolphe và đọc theo tiếng Việt là Guxtavơ II Ađônphơ). Trong các tư liệu lịch sử, ông còn được gọi là Gustavus, hay Gustavus Đại đế, và Gustav Adolph Đại đế (tiếng Thụy Điển: Gustav Adolf den store, một danh hiệu được Quốc hội Thụy Điển chính thức thông qua vào năm 1634), là người sáng lập Đế quốc Thụy Điển (còn gọi là Stormaktstiden –  "giai đoạn liệt cường") trong buổi đầu thời đại hoàng kim của Thụy Điển. Ông là vua nước Thụy Điển từ năm 1611 đến khi qua đời năm 1632. Dưới sự lãnh đạo của ông, Thụy Điển là nước có uy thế quân sự trong cuộc chiến tranh Ba mươi năm, góp phần xác định sự cân bằng quyền lực về tôn giáo và chính trị tại châu Âu.
Chiến thắng lừng lẫy nhất của ông là trận đánh Breitenfeld (1631) trước quân Đức. Với bộ máy quân sự xuất sắc, vũ khí tốt, sự đào tạo kỹ lưỡng và lực lượng pháo binh hiệu quả (tất cả đều được hỗ trợ bởi một chính quyền có hiệu lực cao ở hậu phương, luôn đáp ứng nhu cầu của ông), Đại đế Gustav II tự tin đưa ông trở thành một những lãnh đạo tiêu biểu của Âu châu. Tuy nhiên, ông tử trận vào năm 1632. Trong những năm ông lăn lộn trên chiến trường Thủ tướng Axel Oxenstierna (1583 – 1654) điều hành đất nước, thiết lập Tòa án Tối cao mới và trở thành quan Nhiếp chính sau khi ông qua đời.
Dưới triều đại ông, Vương quốc Thụy Điển - vốn chỉ là nước mạnh ở một vùng và tầm thường - vươn lên thành một trong những cường quốc của châu Âu, với một chính phủ xứng đáng làm gương cho các nước thời cận đại. Ông luôn phải đối đầu với những cuộc chiến tranh: Ngày từ năm 1617 (khi 17 tuổi), ông đã thống lĩnh Quân đội Thụy Điển đánh nhau với một vài nước láng giềng, đến khi năm 1632 ông tử trận trong lúc tiến hành tấn công đối phương. Chỉ trong vòng vài năm, Thụy Điển trở thành quốc gia lớn nhất lục địa châu Âu, chỉ sau nước Nga và Tây Ban Nha. Quân Thụy Điển cũng đánh đuổi quân Đan Mạch khỏi miền Bắc Thụy Điển và đây là lần đầu tiên quốc gia này hùng mạnh hơn Đan Mạch. Ông được một số người ca ngợi là "Cha đẻ của chiến tranh hiện đại", hoặc là một "vị Thống soái vĩ đại đầu tiên". Dưới trướng ông, nước Thụy Điển và phái Kháng Cách có nhiều vị tướng xuất sắc, chẳng hạn như Lennart Torstensson. Nhiều năm sau khi Gustav II Adolf bị giết, Torstensson đã đánh bại các kẻ thù của Thụy Điển, mở rộng biên giới và thế lực của đế quốc này.
Người Ý gọi ông là "Ông vua vàng rực" (il re d'oro) do ông có mái tóc vàng hoe và nước da hồng hào. Một quý tộc người Anh, trong bản báo cáo cho Quốc vương Charles I về vị vua - chiến binh anh dũng, đã gọi ông là một vị "Vua Rồng". Nhưng trong nhiều tài liệu của người Âu châu, ông là "Hùng sư của phương Bắc" - con mãnh thú được Thiên Chúa phái xuống trần gian vì công lý. Ngày nay, người ta kỷ niệm ông tại các quảng trường ở thành phố Stockholm, Gothenburg và Sundsvall. Trường Cao đẳng Gustavus Adolphus, ngôi trường Tin Lành ở thành phố St. Peter, Minnesota (Hoa Kỳ), cũng được đặt theo tên vị Quốc vương Thụy Điển.

## Tiểu sử
Gustav Adolf chào đời tại kinh đô Stockholm, là con trai trưởng của Công tước Karl nhà Vasa và người vợ thứ, Christina xứ Holstein-Gottorp. Trong thời gian đó, anh họ của Gustav Adolf là Sigismund làm vua xứ Thuỵ Điển và Ba Lan. Công tước Karl - một tín đồ Tin Lành sùng đạo - đã lật đổ vị vua Công giáo khỏi ngai vàng Thuỵ Điển vào năm 1599. Cuộc chiến tranh giữa vua Sigismund và Công tước Karl là một phần của xung đột tôn giáo trước khi cuộc chiến tranh Ba mươi năm bùng nổ, sau đó Karl trở thành quan Nhiếp chính, và lên ngôi vua (Karl IX của Thuỵ Điển) vào năm 1604. Thuở bé, Hoàng tử Gustav đã thể hiện mình là một nhân tài xuất sắc, thuộc làu kinh sử. Hoàng gia Thụy Điển đã mang lại cho ông một nền giáo dục tốt đẹp, với những năm tháng rèn luyện kỹ lưỡng. Trong các môn học, Quân sự là bộ môn mà Gustav vô cùng ưa chuộng; ngoài ra, ông cũng không ngại học hỏi các môn Khoa học của chương trình giáo dục Hoàng gia. Ngoài tiếng mẹ đẻ, Gustav có thể nói tiếng Tây Ban Nha, tiếng Nga, tiếng Hà Lan và tiếng Ba Lan. Tuy ít tuổi nhưng ông cùng vua cha xuất binh ra trận, và giúp vua trong những vấn đề liên quan tới nền quân sự và chính trị đất nước.
Dưới triều Karl IX, thực lực của Vương quốc Thuỵ Điển vẫn còn yếu đuối hơn Vương quốc Đan Mạch láng giềng; song, vị tướng 16 tuổi Gustav Adolf tỏ ra vô cùng quả cảm trong cuộc chiến tranh Kalmar. Vào năm 1611 một chi đội Thụy Điển do ông thống lĩnh đã chiếm được đồn bót quân Đan Mạch, bằng việc đánh lừa đối phương và không hề nhận lấy tổn thất nào.

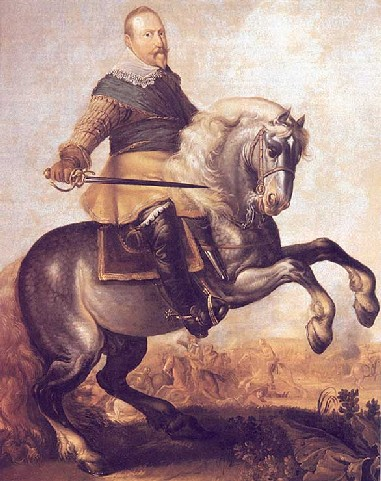
Hùng sư phương Bắc: Vua Gustav II Adolph trong một bước ngoặt trong trận thắng Breitenfeld (1631), chống Quân đội Đức của Bá tước Tilly.

Sau khi vua cha đột ngột qua đời vào tháng 10 năm đó, Gustav Adolf trở thành người thừa kế Vương vị. Theo đề nghị của các quan Nhiếp chính, những người đã nhận thấy tài trí và sự cứng đầu của vị hoàng tử 16 tuổi, ông chính thức lên ngôi vào tháng 12 năm 1611, tức vua Gustav II. Ông trở thành vị vua thứ sáu của triều đại Vasa trong lịch sử Thuỵ Điển, đã lập quốc kể từ năm 1520 khi vua Gustavus Erickson giành lại độc lập cho Vương quốc. Dù đã thất bại và không dám liều lĩnh đòi Vương quyền Thuỵ Điển khi vua Karl IX còn sống, cựu vương Sigismund cho rằng mình dễ dàng giành lại ngôi vua Thuỵ Điển từ tên địch quá non trẻ kia.
Nhưng thời cơ thuận lợi cho vị tân vương: lúc bấy giờ, Vương quốc Thụy Điển thịnh vượng, chủ nghĩa dân tộc Thụy Điển đang trên đà lớn mạnh. Trong thời gian mâu thuẫn với Sigismund, vua Gustav II Adolf xua quân chinh phạt Livonia khi ông mới 31 tuổi, mở đầu cuộc chiến tranh Ba Lan - Thuỵ Điển (1625–1629). Dưới triều đại ông, chiến tranh chống quân Nga, quân Đan Mạch và quân Ba Lan nhiều lần xảy ra; trong những cuộc chiến tranh ấy, nhà vua được học những bài học vô giá từ kinh nghiệm riêng của chính ông, và từ những binh sĩ phục vụ ông sau một cuộc chiến bị hoãn lại tại Hà Lan. Nhờ có những cựu chiến binh này mà ông học được tiến bộ đáng kể về chiến thuật, tổ chức Quân đội và tài chính do Maurice xứ Nassau mở đường. Là một tín đồ Luther sùng đạo, và cũng là một nhà dân tộc chủ nghĩa lớn, ông lợi dụng những mâu thuẫn trên chính trường Âu châu để xây dựng Vương quốc Thụy Điển hùng mạnh hơn. Khi Công giáo và Tin Lành nước Đức có bất hoà, ông đứng về phe đạo Tin Lành, những tín đồ đạo này đã mở toang cánh cổng các thành phố của họ để chào đón ông. Gustav II Adolf trở nên nổi tiếng nhờ những hoạt động của ông trong vài năm sau: vào tháng 6 năm 1630, ông kéo quân đến Đức, tiếp tục sự can thiệp của Thuỵ Điển vào cuộc chiến tranh Ba mươi năm hãy còn tiếp diễn. Trong lúc này, phe Tin Lành của Gustav II Adolf đang thất thế về tay Đế quốc La Mã Thần thánh và Liên đoàn Công giáo; tuy nhiên, Quân đội Thuỵ Điển nhanh chóng giành lấy thế thượng phong.
Gustav II Adolf kết hôn với Maria Eleonora xứ Brandenburg, con gái của John Sigismund - Tuyển hầu tước xứ Brandenburg, và chọn thành phố Elbing của nước Phổ là đại bản doanh cho những chiến dịch của ông tại Đức. Ông tử trận khi giao chiến với quân Đức tại Lützen vào năm 1632. Cái chết sớm của ông là một tổn thật nặng nề đối với phe Tin Lành. Sự kiện này cũng dẫn đến một kết quả đối với những phần lớn của Đức và các nước khác: phần lớn các nơi này, vốn trở thành tín đồ Luther, giờ đây về với phe Công giáo (tức phái Chống Kháng Cách). Sự can thiệp của ông trong cuộc chiến tranh Ba mươi năm tàn khốc đã gợi lên một lời sấm cổ: ông là hiện thân của "Hùng sư của phương Bắc", hoặc "Der Löwe von Mitternacht" trong tiếng Đức (dịch từng chữ: "Hùng sư trong nửa đêm"). Trong thư tịch cổ nước Đức, Quốc vương Thuỵ Điển được ví von với các anh hùng trong kinh thánh Cựu Ước như Joshua, Gideon, Vua David, hay Alexandros Đại đế và Hoàng đế Theodosius.

## Di sản của vị tướng
Người ta xem vua Gustav II Adolf là một vị thống soái tinh thông. Những kĩ thuật cách tân của ông trong chiến thuật kết hợp Bộ binh, Kỵ binh, Pháo binh và Hậu cần giúp ông có được danh hiệu "Cha đẻ của chiến tranh hiện đại". Có nhiều vị Tướng quân tài ba trong tương lai đã học hỏi và ngưỡng mộ ông như Hoàng đế Pháp Napoléon Bonaparte và Đại tướng Phổ Carl von Clausewitz. Những cải tiến của ông trong khoa học quân sự giúp Thụy Điển trở thành một cường quốc nổi trội vùng Baltic trong hơn 100 năm sau đó. Ông cũng là vị vua duy nhất của Thụy Điển được gắn tước hiệu "Đại đế". Sau khi ông mất, Quốc hội Thuỵ Điển đã họp và quyết định truy tôn ông tước hiệu ấy vào năm 1633. Với quyết định này, cho đến ngày nay, ông chính thức được gọi là Gustaf Adolf Đại đế (Gustavus Adolphus Magnus).
Gustav II Adolf là người nắm vai trò chủ chốt đối với những thắng lợi của Thuỵ Điển trong cuộc chiến tranh Ba mươi năm và đưa quốc gia này lên hàng liệt cường. Là một vị thống soái, Gustav II Adolf nổi tiếng về việc sử dụng lực lượng pháo binh lưu động trên chiến trường, cũng như những chiến thuật vô cùng hung hãn.
Nhà Xã hội chủ nghĩa người Đức là Franz Mehring (1846 – 1919) đã viết cuốn tiểu sử Gustav II Adolf, với quan điểm Mác-xít về những hoạt động của nhà vua Thuỵ Điển trong cuộc chiến tranh Ba mươi năm tàn khốc. Trong tác phẩm này, Franz Mehring cho rằng: người ta đánh nhau trong cuộc chiến tranh ấy vì kinh tế và thương mại hơn là vì vấn đề tôn giáo.
Tháng 12 năm 1594. Gustavus được sinh ra trong lâu đài Tre Kronor, Thụy Điển.
Tháng 10 năm 1611. Gustavus giành được ngai vàng Thụy Điển và nổ ra ba cuộc chiến tranh (Chiến tranh Kalmar, Chiến tranh Ingrian và Chiến tranh Ba Lan) sau khi cha ông, Charles IX, qua đời.
Tháng Hai 1612. Trận Vittsjö chống lại Đan Mạch, nơi Gustavus suýt chết đuối.
Tháng 1 năm 1613. Gustavus đàm phán hòa bình sau khi đẩy lùi cuộc xâm lược của Đan Mạch trong cuộc chiến Kalmar với tình trạng suy yếu của vương quốc.
Tháng 2 năm 1617. Sau những áp lực của cuộc bao vây Pskov của Gustavus, ông loại trừ Nga khỏi Biển Baltic trong Chiến tranh Ingrian, Nga phải nhượng lại Ingria cho Thụy Điển.
Tháng 11 năm 1620. Gustav Adolph kết hôn với Maria Eleanora.
Tháng 1 năm 1626. Trận Wallhof nơi Gustavus sử dụng thành công sự hợp tác hiệu quả giữa bộ binh và kỵ binh.
Tháng 7 năm 1626. Gustavus Adolphus và quân đội của ông đóng tại Pillau(Phổ), trong Chiến tranh Ba Lan - Thụy Điển (1626–29).
Tháng 9 năm 1626. Gustavus đánh bại một lực lượng quân đội Ba Lan lớn của Zygmunt III Waza trong trận chiến Gniew.
Tháng 12 năm 1626. Con gái và người thừa kế Christina được sinh ra.
Tháng 5 năm 1627. Gustavus bị bắn và bị thương nặng (gần chết) trong cuộc tấn công vào Danzig.
Tháng 8 năm 1627. Ông bị thương nặng trong trận Dirschau (Tczew), sau khi bị bắn hai lần.
Tháng 6 năm 1629. Quân đội của ông gặp gỡ với lực lượng của vương quốc Ba Lan do Koniecpolski chỉ huy và quân đội Litva dưới sự chỉ huy của Boitzenburg trong trận chiến của Trzciana, và ở đó Gustavus gần như bị giết hoặc bị bắt hai lần.
Tháng 9 năm 1629. Chiếm được Altmark - Livonia và Estonia được nhượng lại cho Thụy Điển là kết quả của cuộc chiến tranh của Gustavus với Ba Lan.
Tháng 5 năm 1630 và 6 tháng 7 Gustav Adolph đổ bộ vào Đức để bước vào cuộc Chiến tranh Ba mươi năm.
Tháng 4 năm 1631. Gustavus bao vây và chiếm thị trấn Frankfurt trọng yếu.
Tháng 7 năm 1631. Tại Werben, trận chiến đầu tiên giữa các lực lượng Thụy Điển và Công giáo nơi Gustavus giành chiến thắng vang dội.
Tháng 9 năm 1631. Tại Trận Breitenfeld, Gustavus Adolphus đánh bại dứt khoát các lực lượng Công giáo do bá tước Tilly lãnh đạo, ngay cả sau khi quân đội Đồng Minh Sachsen đã được rút lui.
Tháng 4 năm 1632. Trong trận chiến Lech, Gustavus Adolphus đánh bại bá tước Tilly một lần nữa, và trong trận chiến, bá tước Tilly đã tử trận.
Tháng 5 năm 1632. Munich bị quân đội Thụy Điển công chiếm.
Tháng 9 năm 1632. Gustavus Adolphus tấn công thành Alte Veste, thuộc Wallenstein, nhưng bị đẩy lùi, đánh dấu thất bại đầu tiên trong cuộc chiến ba mươi năm của những người Thụy Điển bất khả chiến bại.
Tháng 11 năm 1632. Trong trận chiến Lützen, Gustavus Adolphus đã tử trận, nhưng quân Thụy Điển vẫn giành chiến thắng nhờ Bernhard của Saxe-Weimar, người đảm nhiệm các mệnh lệnh của ông và đánh bại quân Wallenstein. Các lợi thế của Thụy Điển đã được giữ bởi các tướng Gustav Horn, Johan Banér, Lennart Torstenson, Carl Gustaf Wrangel và thủ tướng Axel Oxenstierna cho đến khi Hòa ước Westphalia.

## Đối nội
Sau khi phụ vương Karl IX qua đời, vị vua trẻ nhanh chóng đề xướng một chương trình cải cách quân sự, kinh tế, chính trị, văn hóa, v.v... đất nước. Ông củng cố chế độ quân chủ chuyên chế tập quyền và thẳng tay đàn áp những đại quý tộc có tư tưởng "phản loạn". Không những thế, ông cũng chú trọng khai khoáng, nhờ có ngành nghề này mà Vương quốc Thụy Điển có một nền công nghiệp vững mạnh hơn trước, vượt xa thể trạng của đất nước trước kia. Công cuộc cải cách lớn của nhà vua đã thành công, Vương quốc Thụy Điển hùng mạnh vươn lên trở thành một liệt cường trên chính trường Bắc Âu.

## Tướng quân Thụy Điển
Công cuộc cải cách của ông có những vấn đề rất đáng chú ý: chiến thuật mới của Quân đội Thụy Điển. Trước hết, Gustav II Adolf trở thành ông vua đầu tiên không thi hành chế độ binh dịch lính đánh thuê trên lục địa Âu châu; thay vì đó, ông thi hành một chế độ khác - đó là chế độ lính nghĩa vụ. Ông dùng Luật "chọn một người trong số mười người" để thu thập tất cả những người đàn ông ở độ tuổi 15 - 44 trên khắp Vương quốc Thụy Điển. Nhờ công lao cải tổ và dạy dỗ binh sĩ của ông, Thụy Điển sở hữu đến 36.000 quân thường trực. Không những thế, lực lược pháo binh Thụy Điển của Quốc vương trở nên đáng gờm: họ chủ yếu dùng thứ pháo hỏa dã chiến loại nhẹ. Thời đó, các đội quân châu Âu thường dùng một thứ hỏa pháo to tướng: người ta không thể đưa nó đến chiến trường nếu không có chừng bốn con chiến mã hoặc là lừa. Trong khi đó, Quân đội Thụy Điển chỉ dễ dàng đưa hỏa pháo ra trận bằng một con lừa hoặc một con chiến mã.

### Chiến tranh Kalmar
Triều đại Gustav II Adolf mở đầu với một sự kiện không may: Vua Đan Mạch là Christian IV điều động 250000 quân đánh bại quân Thụy Điển trong cuộc chiến tranh Kalmar - một cuộc chiến diễn ra vài tháng trước khi ông lên nối ngôi. Vì chiến thắng đầu tiên của Quân đội Đan Mạch là đánh chiếm thành Kalmar trên biển Baltic, cuộc chiến mới có tên gọi như vậy. Đến năm 1612, quân Thụy Điển lại mất một pháo đài khác. Tân vương Gustav II Adolf, được sự phò tá đắc lực của de la Gardie, và ngăn chặn những cuộc tấn công kinh thành Stockholm theo đường bộ từ phía Tây và phía Nam, và theo đường biển từ phía Đông. Đây là chiến thắng đầu tiên trong triều đại ông. Vào năm 1613, cuộc chiến tranh Kalmar kết thúc: Nhờ sự đàm phán của vua Anh là James I, hai bên ký kết Hiệp định Knäred: ông phải cống cho vua Đan Mạch một khoản bồi thường lớn lao; đổi lại, vua Đan Mạch trả lại cho ông các tỉnh của Đế quốc Thụy Điển trên vùng biển Baltic.

### Thụy Điển đánh Nga và Ba Lan
Vào năm 1617, Gustav II Adolf đem 60000 quân và 120 pháo tấn công Đế quốc Nga - một kình địch của Vương quốc Thụy Điển. Quân Nga thất bại thảm hại tại trận quyết chiến ở Bronnitsy và quân Thụy Điển làm chủ tất cả những lãnh thổ bao bọc vịnh Phần Lan. Ngoài ra, giờ đây nước Nga đã bị mất con đường liên lạc với vùng biển Baltic. Quốc vương Thụy Điển ca khúc khải hoàn, ông vui sướng phát ngôn trước các binh sĩ:
| “                 | Từ nay về sau, nước Nga chẳng bao giờ còn giám vượt qua khuôn phép nữa. | ” |
| — Gustav II Adolf |                                                                         |   |

Vào năm 1621, ông động binh tấn công Liên bang Ba Lan-Litva, chiếm lấy Riga tiêu diệt được hơn 30000 quân Balan-Litva. năm 1626, 100000 quân Thụy Điển đánh gần 400000 quân Ba Lan trong chiến dịch Volchov. Lực lượng Kỵ binh Ba Lan - được người đời xem là "Kỵ binh đệ nhất thiên hạ" - hoàn toàn thất bại. Với chiến thắng này, toàn cõi Âu châu phải sửng sốt trước sức mạnh của Đế quốc Thụy Điển. Không lâu sau chiến thắng, vua Gustav II Adolf đã chiếm đóng xứ Livonia chỉ trong 2 tháng. Sau khi chiếm được phần lớn Latvia, ông tiến hành chinh phạt vùng Royal Prussia, đánh bại các đạo quân Ba Lan lẻ tẻ phía trước ông và bắt sống khoảng 12000 tù binh. Vào ngày 17 tháng 1 năm 1626, 50000 quân Thụy Điển đánh tan tác quân 70000 quân Ba Lan được trang bị 200 khẩu đại bác trong khu rừng Wallhof. Bước sang năm sau (1627), ông lại tấn công vùng Danzig. Từ ngày 17 đến ngày 18 tháng 8 năm đó, trong một trận chiến tại Dirshau, ông bị thương nặng ở cổ những đã thắng trận. Đây là một trong những lần ông chiến đấu quả cảm nhưng khinh địch, và chiến thắng Dirshau cũng không phải là lần cuối cùng: ông súy nữa thì bị bắt sống trong trận chiến Stuhm vào ngày 17 tháng 6 năm 1629. Sau chiến thắng Dirshau, các bác sĩ không thể bỏ viên đạn khỏi cơ thể ông. Dù ông sống sót, ông không thể nào mặc chiến bào sắt từ khi đó. Ngoài ra, hai ngón tay phải của ông cũng bị tê liệt. Ông từng nói:
| “                 | Thiên Chúa chính là chiến bào sắt của Quả nhân. | ” |
| — Gustav II Adolf |                                                 |   |

Tài quân sự của ông đã gây ấn tượng cho Thủ tướng Pháp là Hồng y Richelieu: năm 1629, Hồng y Richelieu, Thụy Điển và Ba Lan tiến hành đàm phán, ký kết Hiệp định Altmark. Cuối cùng thì vua Sigismund III cũng từ bỏ tham vọng về ngai vàng Thụy Điển, khiến cho nhà vua Thụy Điển có thể an toàn tham gia chiến tranh Ba mươi năm. đáp ứng nhu cầu của tầng lớp quý tộc phong kiến Thụy Điển, nhà vua truyền lệnh cho người dân di cư đến sinh sống tại xứ Livonia. Một lần, Gustav II Adolf phán trước các vị quan lại:
| “                 | Có phải các khanh suốt ngày kêu la đòi thưởng đất đai phải không? Vậy thì các khanh hãy đến những vùng đất mới đó đi, các khanh cần bao nhiêu Trẫm ban cho bấy nhiêu. Trẫm sẽ quan tâm giúp đỡ các khanh, cho các khanh miễn thuế và hưởng nhiều đặc quyền. | ” |
| — Gustav II Adolf | |   |

### Chiến tranh Ba mươi năm
Giữa lúc vua Gustav II Adolf và ba quân ca khúc khải hoàn, tình hình châu Âu trở nên thuận lợi đối với Liên đoàn Công giáo: Lực lượng Tin Lành của vua Đan Mạch là Christian IV bị đập tan tác. Nhờ đó, Hoàng đế La Mã Thần thánh thống lĩnh Liên đoàn Công giáo mở rộng tầm ảnh hưởng đến tận bờ Nam Biển. Thấy uy thế của Vương quốc Thụy Điển bị đe dọa đáng sợ như thế, ông không thể nào không tham gia cuộc chiến tranh tàn khốc. Ông cho rằng, đại quân Thụy Điển cần phải tiến công Đế quốc La Mã Thần thánh - một đế chế không hề gần Vương quốc của ông. Và, thất bại thảm hại của vua Christian IV đã kết thúc giai đoạn Vương quốc Đan Mạch can thiệp cuộc nội chiến ở Đức, và Vương quốc Thụy Điển thế chỗ cho Đan Mạch.
Do đó, đầu năm 1630, trong một đêm mùa xuân, không khí đông đúc tại tòa Quốc hội Thụy Điển. Tại đó, dưới những ánh đèn sáng chói, hàng trăm vị đại thần ăn vận áo mão đầy đủ, và cùng nhau ngồi nghiêm túc mà để tai nghe lời diễn thuyết của nhà vua. Ông được miêu tả là người có "vóc dáng cao lớn, mắt to, lông mày rậm, râu quai nón rậm rì, tiếng như lệnh vỡ, dáng điệu như ngựa lồng, khẩu khí như thâu tóm cả vũ trụ, hoài bão thật to lớn". Vị diễn giả đứng trên bục, và phát biểu:
| “                 | Kể từ khi Trẫm lên kế vị, nhờ các vị ra sức phò tá, phát triển công thương, xây dựng Quân đội, chấn chỉnh chính trị, mỡ mang cơ đồ và cuối cùng đã thu được nhiều thành quả rực rỡ; phía Đông thì đánh bại nước Nga Sa hoàng, miền Nam thì chiến thắng Ba Lan, biến biển Baltic thành ao nhà. Nhưng bây giờ ở Đức đang xảy ra nội chiến, Liên đoàn Công giáo, một thế lực chống Thụy Điển liên tiếp dành thắng lợi, có nghĩa là tạo ra mối đe dọa trực tiếp đối với miền nam nước ta. Kinh nghiệm cho ta biết rằng: nếu cứ đóng chặt cửa, lo giữa nhà, đợi chúng đến mới đánh trả thì chẳng bằng chủ động xông ra ngoài liều mình sống mái với chúng. Nguyên tắc của người Thụy Điển chúng ta là quyết không để kẻ thù đặt nữa bàn chân lên lãnh thổ của Trẫm. Hãy hắt ngọn lửa chiến tranh sang chính đất nước của chúng. | ” |
| — Gustav II Adolf | |   |

Sau đó, bầu không khí Quốc hội Thụy Điển bừng bừng sôi nổi, tất cả các quan cùng nhau vỗ tay, và ca ngợi ông:
| “                    | Thánh thượng vạn tuế! Chúng ta kiên quyết đánh bại Hoàng đế La Mã Thần thánh. | ” |
| — Quốc hội Thụy Điển |                                                                               |   |

Thật vậy, vào tháng 7 năm 1630, Quốc vương Gustav II Adolf thân chinh dẫn những đạo quân hùng mạnh của Thụy Điển, trong bầu không khí vô cùng háo hức, tiến công mãnh liệt vào Đế quốc La Mã Thần thánh. Chỉ với 44000 quân, vua Thụy Điển đổ bộ lên vùng Peenemünde trên sông Usedom. Ông mang theo 80 khẩu pháo chiến trường cùng nhiều khẩu súng quy mô lớn hơn, dùng trong các cuộc vây hãm. Một khoảng đất không nhỏ nằm ở miền Bắc và miền Trung Đế quốc đã rơi vào tay họ. Dù là một Vương quốc Công giáo, nước Pháp đã viện trợ cho nhà vua Thụy Điển.
Bước sang năm sau, vào tháng 9, nhà vua quyết định thiết lập liên minh với Lãnh địa Tuyển hầu tước Sachsen (một bang của Cộng hòa Liên bang Đức ngày nay). Dưới sự chỉ huy của ông, 240000 quân Thụy Điển và Sachsen - trang bị khỏa 180 khẩu hỏa pháo - kéo rốc đến đất Leipzig. Vào ngày 17 tháng 9, tại thị trấn bé nhỏ Breitenfeld ở phía Bắc Liepzig, 350000 quân Công giáo, trang bị chừng 60 khẩu hỏa pháo, đánh trận khốc liệt với liên quân Thụy Điển-Sachsen. "Hùng sư của phương Bắc" đã chia toàn quân Thụy Điển thành hai tuyến; trong khi đó, Bá tước Tilly và Liên đoàn Công giáo vẫn cứ đánh theo kiểu "trận đồ hình vuông" xưa cũ, binh sĩ Công giáo quy tụ đông đảo. Việc làm đầu tiên của Quân đội Thụy Điển là nã đạn bắn vào Liên đoàn Công giáo. Liên đoàn Công giáo đã nhận lấy chiến bại thảm bại, vì lực lượng Pháo binh của Thụy Điển nổi trội hơn hẳn. Pháo binh Công giáo thua rồi thì Bá tước Tilly lại huy động Kỵ binh Đức xung phong; tuy nhiên, Bộ binh Thụy Điển dùng súng kíp nã xối xả vào Kỵ binh Đức, đánh thắng họ đến 7 lần.
Song, tình thế chuyển biến khiến cánh trái quân Thụy Điển không còn được yểm trợ nữa: do thực lực không thể bì kịp với Liên đoàn Công giáo, Quân đội Sachsen tan vỡ đội hình, binh lính bỏ chạy toán loạn. Tuy nhiên, khi mất thế thượng phong, "Hùng sư của phương Bắc" Gustav vẫn giữ vững một cái đầu lạnh: ông điềm đạm thống lĩnh ba quân, dẫn đến một chiến thắng huy hoàng của Quân đội Thụy Điển.

### Tiêu diệt Bá tước Tilly và tử trận
Sau chiến thắng vang dội tại Breitenfeld, ông và quân sĩ tiến công nước Áo - vốn là nơi đóng đô của triều đại Habsburg - theo đường sông Danube. Ông đã ép Hoàng đế La Mã Thần thánh phải xưng danh chư thần của Đế quốc Thụy Điển.
Vào năm 1632, nhà vua thân chinh dẫn dắt sáu toán quân hùng mạnh của liên quân Tin Lành tiến đến miền Nam. Ông đã đặt chân đến vùng Nuremberg vào tháng 3 cùng năm. Tháng sau, ông cùng quân sĩ băng qua dòng sông Reyke, và đụng độ với 90000 quân Liên đoàn Công giáo trong một trận chiến thứ hai. Quân Thụy Điển lại giành chiến thắng, còn Bá tước Tilly già nua - giờ đã 73 tuổi - bị giết chết, kết thúc binh nghiệp 50 năm của Tilly.
Sau trận thắng, quân Thụy Điển đặt chân lên xứ Bayern, và dự định tiến thẳng đến thành phố Munchen thuộc Đế quốc La Mã Thần thánh.
Trong thời gian này, chính trường Âu châu có những chuyển biến không nhỏ, trong khi Liên đoàn Công giáo cận kề với chiến bại. Thấy quân Thụy Điển chiến thắng như chẻ tre, Hoàng đế Ferdinand II của nhà Habsburg lại một lần nữa phong viên thống soái nổi tiếng Albrecht von Wallenstein làm Tổng tư lệnh Quân đội Đế quốc (thay cho Bá tước Tilly quá cố), với hy vọng giành lại thế thượng phong. Vốn là một đồng minh của quân Thụy Điển, nhưng Vương quốc Pháp Công giáo lại lo sợ rằng: sau khi chiến thắng, quân Thụy Điển sẽ mở rộng ảnh hưởng của đạo Tin Lành trên toàn bộ đất đai của Đế quốc La Mã Thần thánh, gây khó khăn cho tham vọng của giới cầm quyền Pháp lúc ấy. Do đó, triều đình Pháp cố gắng kìm hãm bằng được cuộc chinh phạt đất Đức của Quân đội Thụy Điển. Không những thế, tầng lớp nông dân Đức cũng chẳng ưa gì Quân đội Thụy Điển, do họ thường gây thiệt hại về tính mạnh và tài sản của nông dân Đức trong những cuộc hành quân.

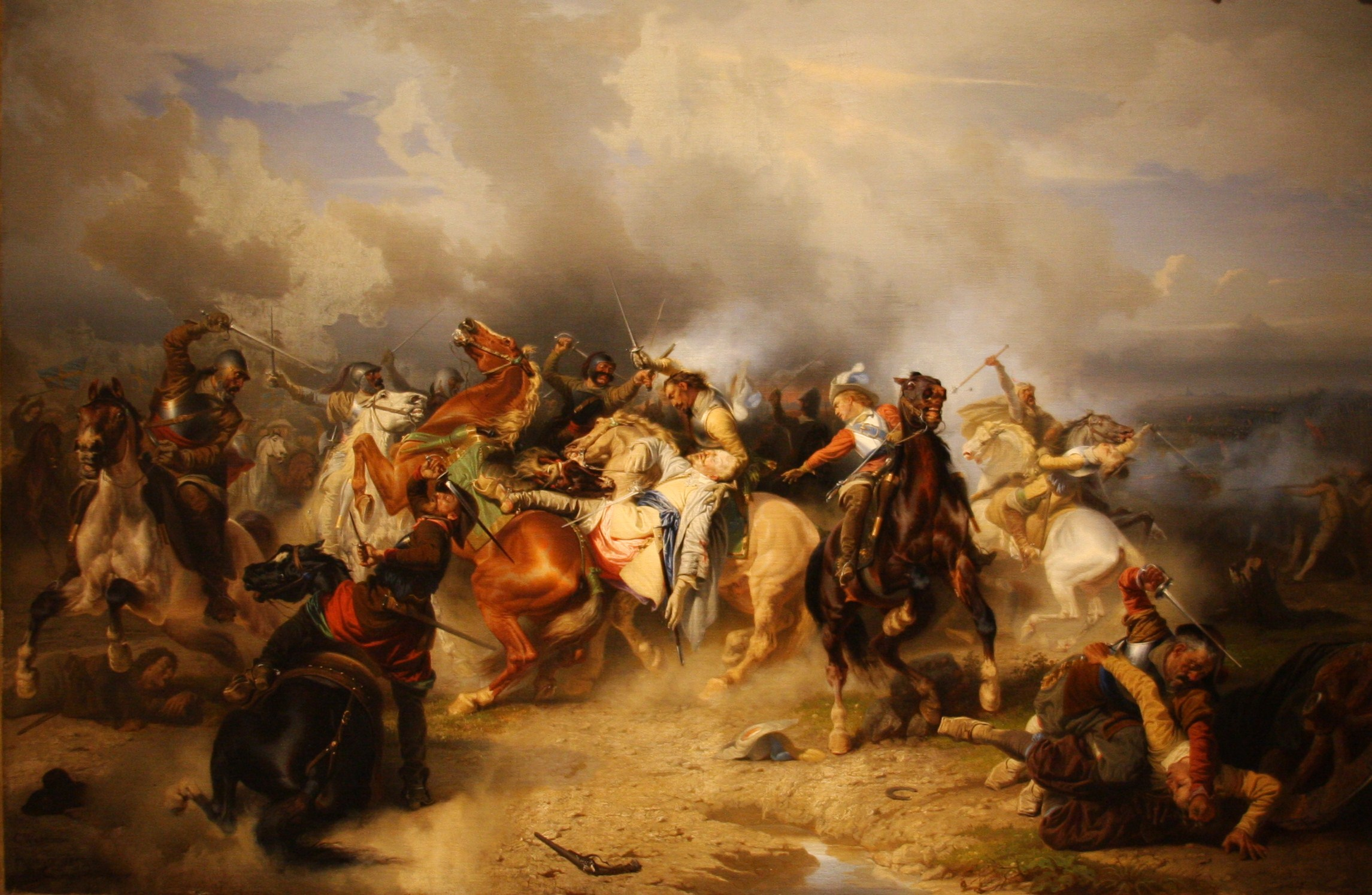
Gustav II Adolf tử thương trong trận Lutzen,
tranh Carl Wahlbom, (1855).

Như vậy, nhà vua và Quân đội Thụy Điển lâm vào tình cảnh vô cùng khó khăn: kẻ thù tiến công từ bốn phía. Một điều nghiêm trọng, họ kéo chiến tuyến với độ dài quá lớn; do đó, quân lính không thể kết đoàn với nhau, gây trắc trở cho giới cầm quyền Thụy Điển. Độ dài của chiến tuyến dẫn đến hậu quả là Đế quốc Thụy Điển mất dần thế thượng phong. Và, dĩ nhiên, việc vị tướng bách chiến bách thắng Albrecht von Wallenstein chọi nhau với Gustav II Adolf là điều không thể tránh khỏi.
Tại Lutzen - một phần đất thuộc Lãnh địa Tuyển hầu tước Sachsen - ông và Von Wallenstein đã chạm trán kịch liệt vào ngày 6 tháng 11 năm 1632. Trong không khí mù mịt của những đám sương mù 76000 quân Thụy Điển cự nhau với 172000 quân Công giáo, hai vị Thống soái lừng danh cứ choảng nhau trong một thời gian không hề ngắn ngủi, nhưng không ai đánh thắng được ai. Vua Gustav II Adolf đích thân xung phong đánh giặc, để khích lệ tinh thần của Quân đội Thụy Điển. Theo sau ông là một lực lượng Kỵ binh đánh nhau khốc liệt với Liên đoàn Công giáo. Không may thay, sự nghiệp ngắn ngủi của thiên tài quân sự chấm dứt tại đây: "Hùng sư của phương Bắc" Gustav II Adolf bị bắn chết, hưởng thọ 38 tuổi.
Tuy nhiên, Quân đội Thụy Điển không dễ gì mà nhận lấy thất bại: họ và Quốc vương Gustav II đã bao lần cùng nhau chiến thắng hiển hách, do đó ông đã khắc sâu vào họ một niềm yêu thương, cảm phục. Do đó, toàn quân Thụy Điển lấy khẩu hiệu "Hãy trả thù cho Đức Vua", và xông vô tấn công dữ dội vào Liên đoàn Công giáo. Kết quả của trận đánh khốc liệt là quân Thụy Điển thắng trận và mở ra con đường máu. Thấy quân Thụy Điển giữ thế thượng phong, Albrecht von Wallenstein cùng toán quân đánh thuê rút khỏi trận địa trong đêm tối; trong khi đó, toàn bộ Pháo binh Công giáo vẫn vỏn vẹn trên trận địa Lutzen.
Nhìn chung, trận chiến Lutzen đã cho danh tướng Wallenstein biết về sức mạnh đáng gờm của "chiến thuật tuyến" hoàn toàn mới, dù liên quân Tin Lành mất đi vị minh chủ của họ. Trong suốt binh nghiệp huy hoàng của Wallenstein, Lutzen là nơi vị tướng này bị đánh bại lần đầu tiên. Quân đội Đế quốc La Mã Thần thánh cũng phải chịu mất viên Thống chế Gottfried Heinrich Graf zu Pappenheim.

## Phổ hệ
Gia phả ba đời của Gustavus Adolphus
|                                 |                                   |  |                          |                                 |  |  |  |  | Erik Johansson (Vasa) |
|                                 |                                   |  |                          |                                 |  |  |  |  |                       |
|                                 | Gustav I của Thụy Điển (Vasa)     |  |                          |                                 |  |  |  |  |                       |
|                                 |                                   |  |                          |                                 |  |  |  |  |                       |
|                                 |                                   |  |                          | Cecilia Månsdotter (Eka)        |  |  |  |  |                       |
|                                 |                                   |  |                          |                                 |  |  |  |  |                       |
|                                 | Charles IX của Thụy Điển (Vasa)   |  |                          |                                 |  |  |  |  |                       |
|                                 |                                   |  |                          |                                 |  |  |  |  |                       |
|                                 |                                   |  |                          | Erik Abrahamsson (Leijonhufvud) |  |  |  |  |                       |
|                                 |                                   |  |                          |                                 |  |  |  |  |                       |
|                                 | Margaret Leijonhufvud             |  |                          |                                 |  |  |  |  |                       |
|                                 |                                   |  |                          |                                 |  |  |  |  |                       |
|                                 |                                   |  |                          | Ebba Eriksdotter (Vasa)         |  |  |  |  |                       |
|                                 |                                   |  |                          |                                 |  |  |  |  |                       |
| Gustavus Adolphus của Thụy Điển |                                   |  |                          |                                 |  |  |  |  |                       |
|                                 |                                   |  |                          |                                 |  |  |  |  |                       |
|                                 |                                   |  | Frederick I của Đan Mạch |                                 |  |  |  |  |                       |
|                                 |                                   |  |                          |                                 |  |  |  |  |                       |
|                                 | Adolf, Công tước Holstein-Gottorp |  |                          |                                 |  |  |  |  |                       |
|                                 |                                   |  |                          |                                 |  |  |  |  |                       |
|                                 |                                   |  |                          | Sophie xứ Pomerania             |  |  |  |  |                       |
|                                 |                                   |  |                          |                                 |  |  |  |  |                       |
|                                 | Christina của Holstein-Gottorp    |  |                          |                                 |  |  |  |  |                       |
|                                 |                                   |  |                          |                                 |  |  |  |  |                       |
|                                 |                                   |  |                          | Philip I, Lãnh chúa xứ Hesse    |  |  |  |  |                       |
|                                 |                                   |  |                          |                                 |  |  |  |  |                       |
|                                 | Christine xứ Hesse                |  |                          |                                 |  |  |  |  |                       |
|                                 |                                   |  |                          |                                 |  |  |  |  |                       |
|                                 |                                   |  |                          | Christine xứ Saxony             |  |  |  |  |                       |
|                                 |                                   |  |                          |                                 |  |  |  |  |                       |